# Северо-Казахстанский областной музей изобразительных искусств
Северо-Казахстанский областной музей изобразительных искусств был открыт в Петропавловске в 1989 году на базе отдела изобразительного искусства историко-краеведческого музея. Здание, в котором расположен музей, с 1982 года является памятником истории и культуры республиканского значения. Площадь музея 394,2 м², общее количество экспонатов около 5 тысяч (1996).

## История
Первые коллекции (произведения живописи, графики, скульптуры казахстанских художников) были переданы в 1960-х годах картинной галереей города Алма-Аты, а также были приобретены полотна у местных художников.
В 1985 году коллекция пополнилась за счёт передач из Всесоюзного производственно-художественного комбината имени Вучетича (Москва), Союза художников Казахстана, дирекции выставок Министерства культуры Казахской ССР, закупок и даров.

## Коллекция
Основную часть коллекции составляет раздел графики, который представлен творчеством известных художников — Владимира Фаворского, Анны Остроумовой-Лебедевой, Кукрыниксов, Мая Митурича-Хлебникова, Георгия Нисского, Михаила Майофиса, Георгия Поплавского, Домицеле Тарабилдене, Рафика Хачатряна, Григора Ханджяна, Луиса Ортеги, Херлуфа Бидструпа. Труды казахстанских художников Валентина Антощенко-Оленева, Евгения Сидоркина, Константина Баранова, Макума Кисамединова, Темирхана Ордабекова, Павла Реченского, Василия Тимофеева, Арсена Бейсембинова, А. Сыдыханова также вошли в экспозицию.
Основную часть раздела живописи составляют работы казахстанских мастеров Абильхана Кастеева, Николая Хлудова, Аубакира Исмаилова, Леонида Леонтьева, Виктора Крылова, Жанатая Шарденова, Ивана Стадничука и других.
Раздел скульптуры представлен работами Олега Комова, Николая Никогосяна, Юлии Сегаль, Сэрэнжаба Балдано, Михаила Рапопорта, Александра Эллера.
В фонд декоративно-прикладного искусства вошли коллекции русской, украинской, казахской вышивки, уральских подносов, самоваров, значков, керамики, предметы этнографии. В разделе культов — деревянные, меднолитые иконы, складни, образки, кресты, церковная утварь, одежда. Имеется коллекция работ детского творчества.
В 1992 году был открыт литературный отдел. Количество экспонатов отдела — 2600 экземпляров: рукописи, произведения писателей, личные вещи, фотографии, письма. Отдел занимается изучением творчества писателей-земляков: Магжана Жумабаева, Петра Ершова, Ивана Шухова, Сабита Муканова, Габита Мусрепова.